# Mandelbrotova množica
Madelbrotova mnóžica [mándelbrotova ~] (francosko ensemble de Mandelbrot) je v matematiki množica točk v kompleksni ravnini, katere meja tvori fraktal. Imenuje se po francosko-ameriškem matematiku Benoîtu B. Mandelbrotu. Matematično lahko Madelbrotovo množico definiramo kot množico kompleksnih vrednosti c, za katere orbita vrednosti 0 pod iteracijo kompleksnega kvadratnega polinoma zn+1 = zn2 + c ostaja omejena. Oziroma, kompleksno število c leži v Mandelbrotovi množici, če, začnemo z z0 = 0 in ponavljamo iteracijo, absolutna vrednost zn nikoli ni večja od določenega števila (odvisnega od c) ne glede na to kako velik je n.
Če postavimo na primer c = 1, dobimo zaporedje 0, 1, 2, 5, 26,…, ki narašča v neskončnost. Ker je neomejeno, 1 ni element Mandelbrotove množice.
Na drugi strani, če je c = i (kjer je i imaginarna enota, določena kot i² = -1), dobimo zaporedje 0, i, (−1 + i), −i, (−1 + i), −i…, ki je omejeno, zato i pripada Mandelbrotovi množici.
Če Mandelbrotovo množico izračunamo in jo izrišemo na kompleksni ravnini, ima zamotano mejo, ki se ob poljubni povečavi ne poenostavi. Zaradi tega je njena meja fraktal.
Mandelbrotova množica je zunaj matematike postala priljubljena tako zaradi svoje estetične privlačnosti kot tudi zaradi svoje zapletene zgradbe, ki izhaja iz preproste definicije. Velja za enega najbolj znanih zgledov matematičnega predočenja. Mnogo matematikov, vključno z Mandelbrotom, je predočilo to matematično področje javnosti.